# Felipe Carreras
Felipe Augusto Lyra Carreras (Recife, 16 de abril de 1975) é um empresário e político brasileiro, filiado ao Partido Socialista Brasileiro (PSB). É deputado federal por Pernambuco.

## Biografia
Em 1997, começou o curso de ciências contábeis na Universidade Católica de Pernambuco, porém não o concluiu.[carece de fontes?]
Foi eleito deputado federal em 2014 para a 55.ª legislatura (2015-2019). Nesta eleição, ele foi o mais votado da cidade de Recife com mais de cem mil votos na capital pernambucana, totalizando um total de 187 348 votos.
Em dezembro de 2014, foi confirmada sua nomeação para a Secretaria de Turismo, Esporte e Lazer, do futuro governo Paulo Câmara, sendo substituído provisoriamente por Fernando Monteiro de Albuquerque.
Ao final do primeiro mandato do governador Paulo Câmara, Felipe foi substituído por Márcio Stefanni para poder se desincompatibilizar do cargo e concorrer à reeleição na Câmara Federal.
Nas eleições de 2018, foi reeleito para o cargo, sendo o oitavo mais votado no estado de Pernambuco, com 114 628 votos e o segundo mais votado na cidade de Recife, onde perdeu apenas para o correligionário João Henrique Campos (PSB).

### Terceiro mandato
Felipe foi reeleito nas eleições de 2022 para um terceiro mandato, recebendo 76 528 votos.
Durante a pandemia de Covid, Felipe foi o autor da lei que estabeleceu o Programa Emergencial de Retomada do Setor de Eventos (Perse), que distribuía isenções fiscais como forma de subsídio para a manutenção de empresas de eventos, fortemente atingidas pelas medidas sanitárias.
Logo após as Olímpiadas, Felipe e o deputado Luiz Lima (PL-RJ) propuseram isentar do imposto de renda para premiações recebidas por medalhistas olímpicos.
Em 3 de julho, Felipe organizou no Villa Rizza, em Brasília, uma festa junina que reuniu deputados tanto da oposição quanto do governo, em comemoração à aprovação do Perse. A festa contou com a dupla Gian & Giovani.
Em depoimento à CPI das Apostas Esportivas do Senado, José Manssur, um assessor do Ministério da Fazenda, confirmou a acusação que Felipe Carreras havia pedido propina a um presidente de associação esportiva.
Em dezembro de 2024, após o Ministério da Fazenda divulgar publicamente os nomes dos beneficiários das isenções do Perse, encontraram-se duas empresas do próprio Felipe entre as beneficiadas: a produtora de eventos "Festa Cheia" e o restaurante "Ruffo". Combinadas, as duas empresas possuem um faturamento de 20 milhões de reais e deixaram de pagar 940 mil reais em impostos.
Após representação do Ministério Público, o Tribunal de Contas da União (TCU) anunciou abertura de inquérito para apurar o caso. Em resposta a matéria do Metrópoles, o deputado justificou que, com a paralisação durante a pandemia, os benefícios foram necessários para recuperar suas empresas e que seguiu estritamente o procedimento da lei. Disse também que defendeu "o setor como um todo e não empresas específicas". O relator do caso é o ministro Antonio Anastasia.

### Desempenho eleitoral
| Ano  | Eleição                 | Partido | Cargo            | Votos   | %     | Resultado | Ref.  |
| ---- | ----------------------- | ------- | ---------------- | ------- | ----- | --------- | ----- |
| 2014 | Estaduais em Pernambuco | PSB     | Deputado Federal | 187.348 | 4,18% | Eleito    | [ 4 ] |
| 2018 | Estaduais em Pernambuco | PSB     | Deputado Federal | 114.628 | 2,64% | Eleito    | [ 7 ] |
| 2022 | Estaduais em Pernambuco | PSB     | Deputado Federal | 76.528  | 1,53% | Eleito    | [ 8 ] |

## Vida pessoal
Atualmente namora a atriz Amanda Richter.